# Уд Бъфало
„Уд Бъфало“ (на английски: Wood Buffalo) е най-големият национален парк в Канада.
Създаден е през 1922 г., намира се в северната част на провинция Албърта, на границата със Северозападните територии. Паркът се простира на територия от 44 802 кв. км. Името му идва от бизон (на английски: buffalo), поради причината че там е най-голямата популация на бизони сред националните паркове на Северна Америка. Ландшафтът представлява смесица от степ, лесотундра и планини. Голяма част от парка е заета от езерото Клеър. Обявен е за обект на Световното културно наследство през 1983 г.

## Природна среда
Паркът включва три основни среди – гористи възвишения, плато, прорязано от многобройни потоци и блата и делтата на Пийс – Атабаска, която е една от най – големите вътрешни сладководни делти в Света и влажна зона със световно значение. Също така в парка се намират обширни солени равнини и едни от най – красивите карстови релефни образувания в Северна Америка.

## История
Паркът е създаден през 1922 г., за да се защити последното стадо горски бизони в Канада. Между 1925 и 1928 г. в парка са докарани 6673 бизона. Освен това той предлага отлично местообитание и на множество други животни като лосове, карибу, вълци, мечки, лисици, рисове, невестулки и катерици. Във влажните зони на парка живеят мускусни плъхове, бобри и норки. Над 1 милион патици, гъски и лебеди преминават през парка по време на миграцията. Много от тях остават да гнездят тук. Паркът е известен и като последното убежище на американския жерав.
Районът е обитаван от хора още от времето след оттеглянето на ледниците през Последния ледников период. Номадски групи от индианците крии и чипеуян са неразделна част от живота на парка.

## Климат
| Темп (Целзий) | месец  |
| ------------- | ------ |
| -25           | Януари |
| +16           | Юли    |

## Туризъм
Националният парк Уд Бъфало е една от големите туристически дестинации в Канада. Годишно той е посещаван от над 1 милион души. Основните пътища, които водят до парка са два. Единият е от Форт Смит, а другият от Форт Чипеуян. Най – доброто време за посещение на парка е през лятото, но той е отворен и през зимата. Януари и февруари са най – добрите месеци за гледане на Северното сияние от парка.